# Patrice Blanc-Francard
Pour les articles homonymes, voir Blanc-Francard.
Vous pouvez aider à l'améliorer ou bien discuter des problèmes sur sa page de discussion.
- Il ne cite pas suffisamment ses sources. Vous pouvez indiquer les passages à sourcer avec {{référence nécessaire}} ou {{Référence souhaitée}}, et inclure les références utiles en les liant aux notes de bas de page. (Marqué depuis avril 2009)

- Archive Wikiwix
- Bing
- Cairn
- DuckDuckGo
- E. Universalis
- Gallica
- Google
- G. Books
- G. News
- G. Scholar
- Persée
- Qwant
- (zh) Baidu
- (ru) Yandex
- (wd) trouver des œuvres sur Wikidata

Patrice Blanc-Francard, né le 19 mai 1942 à Marseille, est un journaliste musical et producteur audiovisuel français.

## Biographie

### Enfance et formation
Il est né à Marseille.
Il est ingénieur du son depuis 1963.

### Carrière
Il a collaboré avec Jazz Hot, Rock&Folk et Pathé Marconi.
Il est le présentateur de l’émission Pop 2.
Il est chroniqueur spécialiste du jazz et du rock au Pop-Club de José Arthur sur France Inter.
Il est animateur de Pas de Panique, Bananas, Cool, Marche ou Rêve avec Claude Villers.
Après avoir produit Les Enfants du Rock, il prend la direction des programmes d’Europe 1 puis de Disney Channel sur Canal Satellite.
De 2011 à 2013 il prenait les commandes du Mouv'.
Il est le frère de Dominique Blanc-Francard, producteur-réalisateur de musique, et l'oncle de Mathieu Blanc-Francard (plus connu sous le nom de Sinclair) et de Hubert Blanc-Francard du groupe Cassius.

## Œuvres
- Le Livre d'or de la pop et du jazz, Paris, Solar, 1977, 110 p., 26 cm (ISBN 2-263-00183-2)
- Patrice Blanc-Francard et Claire Julliard (avec la collab. de), Musique, musiques, musique, Paris, Éditions n° 1, 1994, 192 p., 29 cm (ISBN 2-86391-566-5)
- Michel Le Bris (texte) et Patrice Blanc-Francard (choix et présentation de la musique), Les années Jungle, Paris, Naïve, 2010, 249 p., 25 cm (ISBN 978-2-35021-223-4)

document multimédia multisupport : comporte 1 CD mp3 (4 h 30 min) ; titre de 4e de couv. : les années 1920 aux États-Unis
- Dictionnaire amoureux du Jazz, Paris, Plon, 2018, 656 p. (ISBN 978-2-259-24842-6)
- Rock my soul, Paris, Calmann-Lévy, 2022, 396 p. (ISBN 978-2-7021-8026-6)

## Distinctions
- Chevalier de l'ordre des Arts et des Lettres